# Oskar Olsen
Oskar Olsen, född 17 oktober 1897 och död 28 december 1956, var en norsk hastighetsåkare på skridskor. Han fick OS-silver i Chamonix 1924 på 500 m. Han deltog även på 1 500 m (6:e plats) under samma OS. Han har även två bronsmedaljer från allround-EM 1924 och 1925.